# Josefskapelle (Bobojach)

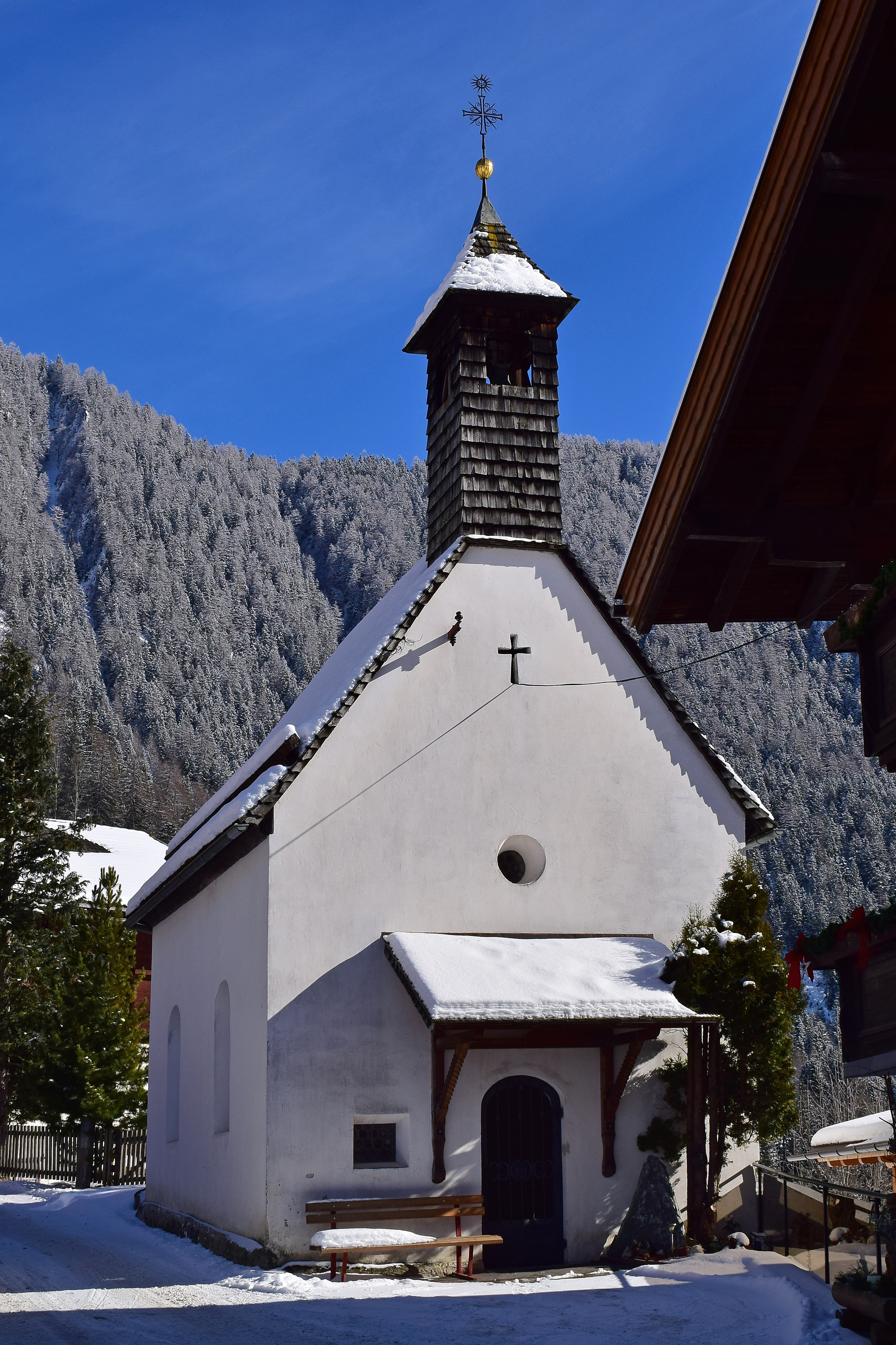
Josefskapelle in Bobojach

Die Josefskapelle ist eine römisch-katholische Kapelle in der Gemeinde Prägraten am Großvenediger. Der barocke Sakralbau stammt aus dem 18. Jahrhundert und befindet sich in der Fraktion Bobojach. Die Kapelle steht unter Denkmalschutz (Listeneintrag).

## Lage
Die Josefskapelle liegt in eng verbauter Lage inmitten der kleinen Fraktion Bobojach neben dem Gasthaus Lindner (Bobojach 12). Das Gebäude befindet sich an der Straße und wird an zwei Seiten von einer Wiese umgeben.

## Geschichte
Nachdem 1743 das Knappenhäusl mit einem Gebetsstöckl abgebrannt war, errichteten die Bewohner von Bobojach 1760 an der Stelle der Brandruine die Josefskapelle. 1762 erfolgte die Weihe des Sakralbaus, 1803 wurde ein Turm zum Langhaus hinzugefügt. Eine Empore, die sich ursprünglich an der Eingangswand befand, wurde während der Restaurierungsarbeiten in den Jahren 1969 und 1970 entfernt.

## Bauwerk
Die Kapelle hat einen rechteckigen Grundriss mit einem polygonalen Chor und ist mit einem steilen, schindelgedeckten Satteldach versehen. Über der Eingangsseite im Westen ist ein Schindel gedeckter Dachreiter mit einem leicht geschwungenen Pyramidendach und rundbogigen Schallfenstern, an der Spitze eine Kugel, Kreuz und Sonne. Ursprünglich befanden sich im Turm zwei Glocken, die 1764 bzw. 1858 von Johann Grassmayr in Brixen gegossen wurden. Eine weitere wurde von Josef Dengg in Jenbach hergestellt. Die Glocken wurden während der beiden Weltkriege eingeschmolzen und später durch neue ersetzt. Eine Glocke aus dem 15. Jahrhundert befindet sich unter dem Vordach.
Die Kapelle ist weiß verputzt. Der Eingangsbereich ist von einem Pultdach geschützt. Im Eingangsbereich befindet sich über dem Korbbogenportal mit einem Sichtfenster ein Rundfenster und im Giebelfeld ein kreuzförmiger Lichtschlitz. Die Decke des Kirchenraumes wird aus einem Tonnengewölbe mit flachen Gurten über einem Profilgesims gebildet. Der Fußboden besteht aus Ziegelplatten. Der Altarbereich ist um eine Stufe erhöht.
Der Innenraum wird durch einen 1805 errichteten und 1970 restaurierten Säulenaltar geprägt. Der breite, hölzerne Altar mit rotbrauner und grauer Marmorierung hat Opfergangsportale und einen Volutenauszug. Das Altarbild aus dem Jahr 1834 zeigt den heiligen Josef mit dem Jesuskind an einem Tisch sitzend. Das Auszugsgemälde zeigt die Heilige Dreifaltigkeit. Im kreuzgekrönten Rankenaufsatz ist ein Gemäldemedaillon mit Darstellungen des heiligen Ulrich und des heiligen Florian. Über den Opfergangsportalen befinden sich Darstellungen des heiligen Rochus und vermutlich des heiligen Eustachius. Den Auszug bekrönen zwei kleine Engel und zwei Flammenvasen.
Das in zwei Blöcken in der Kapelle angeordnete Gestühl mit geschwungenen Wangen stammt aus der Zeit um 1800. Die Kreuzwegbilder in Öl auf Leinwand im Langhaus und im Chor wurden 1763/64 gefertigt. Als weitere Ausstattungsgegenstände befinden sich eine Figur des heiligen Josef mit Kind, eine Pietà, eine Figur des Auferstandenen, eine Rosenkranzmadonna und ein Vortragekreuz mit einer Mariendarstellung in der Kapelle, außerdem ein Stehkreuz vor dem Hochaltar und ein Christuskind hinter Glas.